# Pentatlo moderno nos Jogos Pan-Americanos de 2003
As competições de pentatlo moderno nos Jogos Pan-Americanos de 2003 foram realizadas em Santo Domingo, na República Dominicana. 

## Medalhistas
| Evento             | Ouro                        | Prata                 | Bronze                              |
| ------------------ | --------------------------- | --------------------- | ----------------------------------- |
| Masculino detalhes | Vakhtang Iagorashvili (USA) | Chad Senior (USA)     | Sergio Salazar (MEX)                |
| Feminino detalhes  | Anita Allen (USA)           | Samantha Harvey (BRA) | Mary Beth Larsen-Jagorachvili (USA) |